# Fresenius Medical Care
Fresenius Medical Care er en tysk virksomhed der er specialiseret i medicinaludstyr til primært nyre-dialysepatienter. 36 % af virksomheden ejes af sundhedsvirksomheden Fresenius. Virksomheden er skabt i 1996 ved sammenlægning af Fresenius Worldwide Dialysis (en daværende disvision i Fresenius SE) og den amerikanske virksomhed National Medical Care. Hovedsædet ligger i Bad Homburg og i 2010 var der 72.812 medarbejdere i koncernen. Omsætningen var på 11,247 mia. US $.
I 2012 overtog Fresenius Liberty Dialysis Holdings, hvilket betød at de overtog dialyseklinikker på 43 lokale markeder i USA. 